# Петро Младенов
Петро Тошев Младе́нов (болг. Петър Тошев Младенов) — болгарський політичний діяч від Болгарської комуністичної партії (БКП, з квітня 1990 — Болгарська соціалістична партія, БСП). Займав пост міністра закордонних справ Болгарії упродовж 18 років (1971–1989). Перший президент Болгарії, наступник усунутого від посади Тодора Живкова на посту генерального секретаря ЦК БКП (1989—1990).
Був народним представником у складі VI (1971—1976), VII (1976—1981), VIII (1981—1986) і IX (1986—1990) Народних зборів країни.

## Біографія
Народився в селі Урбабинці Видинської області 1936 року. Його батько, Тошо Младенов, був партизаном, заступником командира партизанського загону «Георгі Бенковскі», убитий у битві 1944 року. Мати, Стойна Герговска, померла 2006 року.
Закінчив Суворовське училище в Софії 1954 року, після чого займався філософією в Софійському університеті. Закінчив Московський державний інститут міжнародних відносин за фахом «Міжнародні відносини» 1963 року.
Після повернення до Болгарії Петро Младенов працював у номенклатурі Димитровського комуністичного молодіжного союзу — першим секретарем окружного комітету в Відіні (1963-1966) й секретарем ЦК у Софії (1966-1969), був першим секретарем окружного комітету БКП у Відіні (1969-1971).
1971 року очолив міністерство закордонних справ та залишався на цьому посту упродовж чотирьох послідовних кабінетів до 1989 року.
Після усунення Тодора Живкова від керівництва БКП 10 листопада 1989 року Младенов очолив партію та керував нею до перейменування на БСП у квітні 1990 року. Очолив Державну раду 17 грудня 1989 року. Після заміни конституції 3 квітня 1990 року Державну раду було розформовано, і Петро Младенов був обраний президентом Болгарії. Після масових протестів опозиції влітку того ж року його було усунуто від посту й від політичної активності.

## Родина
Був одружений з 1964 року до смерті з Галею Младеновою. У них народилась одна дочка, Тетяна, юрист.